# 松平直冨

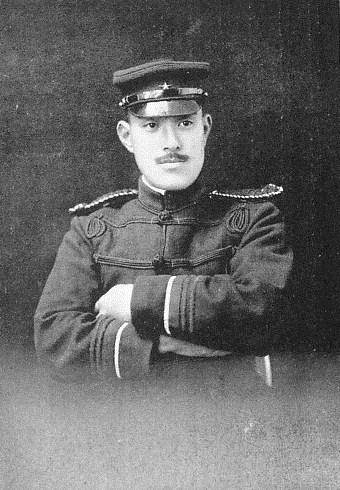
松平直冨

松平 直冨（まつだいら なおひさ、1885年（明治18年）1月10日 - 1965年（昭和40年）4月22日）は、昭和期の日本の華族（伯爵）。結城松平家第15代当主。1947年（昭和22年）の華族令廃止まで伯爵であった。
松平直之の子。初名は縁。1898年（明治31年）7月、学習院初等学科を卒業。1912年（明治45年）、東京農業大学を卒業。一年志願兵として陸軍に入隊した。その後、騎兵少尉に任官、騎兵中尉に昇進した。1932年（昭和7年）、父の死に伴い襲爵した。
第二次世界大戦中の1945年（昭和20年）、空襲で大久保にあった松平邸の所蔵庫が焼夷弾の直撃を受け、天下三名槍の一つと謳われ前橋松平家に代々伝えられてきた御手杵を含む多くの家宝が失われた。

## 家系
父母
- 父：松平直之

おもな兄弟姉妹
- 鶴（1887年 - 1950年、安藤直雄夫人）
- 米子（1899年 - 1994年、徳大寺実厚夫人）
実厚は徳大寺公弘の子で、実則の孫にあたる。

配偶
- 妻：池田民子（1887年 - 1973年、池田源次女）

子女
- 長男：松平直正（1919年 - 、第6代当主）
- 養女：政子（1919年 - 、安藤直雄三女、水野忠泰夫人）[2]